# Andrianellus
Andrianellus is een geslacht van eenoogkreeftjes uit de familie van de Anchimolgidae. De wetenschappelijke naam van het geslacht is voor het eerst geldig gepubliceerd in 1972 door Humes & Stock.

## Soorten
- Andrianellus exsertidens Humes & Stock, 1973
- Andrianellus papillipes Kim I.H., 2007